# 新北市立竹圍高級中學
新北市立竹圍高級中學，簡稱竹圍高中，位於臺灣新北市淡水區的完全中學，是當地唯一的直轄市立之完全中學。

## 沿革
- 1991年：成立臺北縣立竹圍國民中學籌備處。
- 1996年：正式成立臺北縣立竹圍國民中學，開始招生第一屆國一新生，暫借用竹圍國小校舍上課。
- 1998年：12月新校舍落成，正式遷入現址上課。
- 2010年：12月25日，因應臺北縣改制為新北市，更名為新北市立竹圍國民中學。
- 2011年：因應改制完全中學，成立新北市立竹圍高級中學籌備處。
- 2012年：新北市立竹圍高級中學正式揭牌[2]。

## 歷任校長
| 任期 | 姓名   | 任職日期  | 離職日期  | 異動原因                                                         |
| ---- | ------ | --------- | --------- | ---------------------------------------------------------------- |
| 1    | 陳文宏 | 1996年8月 | 1998年7月 | 原臺北縣立五股國民中學校長轉任，調任臺北縣立鷺江國民中學         |
| 2    | 薛春光 | 1998年8月 | 2002年7月 | 原臺北縣立石碇高級中學校長轉任，調任臺北縣立板橋國民中學         |
| 3    | 陳崑玉 | 2002年8月 | 2006年7月 | 原臺北縣立樟樹國民中學教務主任升任，調任臺北縣立雙溪高級中學     |
| 4    | 林美真 | 2006年8月 | 2012年7月 | 原臺北縣立中正國民中學教務主任升任，調任新北市立金山高級中學     |
| 5    | 吳宗珉 | 2012年8月 | 2020年7月 | 原新北市立海山高級中學教務主任升任，調任新北市立光復高級中學     |
| 6    | 呂宏進 | 2020年8月 | 2021年5月 | 原新北市立樹林高級中學校長轉任，在任內升職為教育部體育署主任秘書 |
| 7    | 楊耀焜 | 2021年8月 | 現任      | 原新北市政府教育局輔導員升任                                     |

## 外部連結
- 新北市立竹圍高級中學 （页面存档备份，存于）